# Медсестра Джекі
«Медсестра Джекі» (англ. Nurse Jackie) — американський медичний телесеріал у жанрі чорної сатиричної комедійної драми. Прем'єра шоу відбулася 8 червня 2009 року на каналі Showtime. Прем'єра сьомого та останнього сезону відбулася у 2015 році.
Іді Фалко виконує роль Джекі Пейтон, проблемної медсестри, яка працює у нью-йоркській Лікарні Всіх Святих. Щодня Джекі «обводить навколо пальця пацієнтів, лікарів, інших медсестер, а також стикається з наслідками власної нерозсудливості».

## Виробництво
Медсестра Джекі була написана Ліз Бріксіус, Ліндою Воллем та Еваном Данські. Шоуранерами серіалу стали Бріксіус та Воллем, а обов'язки виконавчого продюсера розподілили між Керін Мандабах та Джоном Мелфі. Канал Шоутайм зробив замовлення на 12 серій. Перед прем'єрою серіалу, Бріксіус розповів Нью Йорк Дейлі Ньюз, що «чоловічі історії обертаються навколо боротьби — отримати роботу, виграти Олімпійські Ігри тощо. Жіночі історії часто не мають такої кульмінації, тому вони мають відбуватися принаймні три місяці… У кожному медичному серіалі йдеть про лікарів. Насправді вони нічого не варті без медсестер. Ми хочемо всім це показати.»
Прем'єра серіалу стала науспішнішою в історії каналу Шоутайм, привернувши увагу мільйона глядачів під час першого показу та 350 тисяч під час повторного. Шоутайм негайно оголосили про поновлення серіалу на 2-й сезон. 25 березня 2010 року було повідомлено, що канал продовжив шоу ще на один сезон.

## Актори
Фалько описала Джекі як «сильну, нетрадиційну за своїми поглядами медсестру з Нью-Йорка, яка намагається поєднувати скажене лікарняне життя з дуже непростим особистим.», зауважуючи, що її героїня «має періодичну слабкість до вікодину та аддералу, які допомагають їй впоратися з обставинами.»
Інші персонажі: найкраща подруга Джекі, англійка за походженням, доктор О'Хара (Ів Бест), Зої (Мерріт Уевер) — життєрадісна медсестра-першокурсниця, яка є «ідеальним покриттям для усіх гострих кутів Джекі», доктор Купер (Пітер Фачінеллі) — «золотий хлопчик», за спокійним обличчям якого ховаються нервові розлади, Едді (Пол Шульце) -фармацевт і за сумісництвом коханець Джекі, «найкращий друг» та відкритий гей, медбрат Мо-Мо (Хааз Слейман). Також у серіалі з'являються поважний головний лікар, пані Глорія Екелайтіс (Анна Деавер Сміт), чоловік Джекі Кевін, який є власником бару (Домінік Фумуза), та їхні діти Грейс (Рубі Джерінс) та Фіона (Дейзі Теен у першому сезоні, Маккензі Еледжем — у другому) та Тор (рідний брат сценаристки та виконавчого продюсера серіалу Лінди Уолеем) (Стів Уоллем), добродушний друг Джекі.
22 грудня 2009 року Майкл Озієлло з Ентертейнмент Віклі повідомив, що Слейман не повернеться у другому сезоні, оскільки сценаристи відчули, що «персонаж відбув своє….»

## Відгуки критиків
Відгуки на прем'єру Медсестри Джекі були загалом позитивними. Ентертейнмент Віклі поставив першій серії четвірку з плюсом, додаючи, що «Іді Фалко приносить краплю геніальності у серіал». Журнал Нью-Йорк назвав серіал каналу Шоутайм «розумним, уїдливим, гострим та сентиментальним» і «найкращим серіалом в історії зовбраження природи залежності…з надзвичаною головною героїнею». Зе Ігземінер також поставив четвірку з плюсом, додаючи, що «не будучи святою, Джекі все ж старається. Не зважаючи на її наркотичну залежність, до якої призвів хронічний біль у спині, та позашлюбний зв'язок з аптекарем, Джекі турбується про своїх пацієнтів.». Джеймс Познєвозік з журналу Таймс поставив серію «Крихітні Бульбашки» (106) на п'яте місце у його топ-10 серій 2009 року. Однак не всі критики сприйняли серіал позитивно. Верайєті стверджує, що «У серіалі все більше форми і все менше змісту — з грою акторів, яка не претендує на тріумфальність».

## Критика
Одразу після прем'єри серіалу, Асоціація Медсестер штату Нью-Йорк розкритикувала неетичну поведінку головної героїні, стверджуючи, що вона може нашкодити репутації медсестер у цілому: «У першій серії, Джекі постає перед нами наркоманкою, яка спить із фармацевтом за знеболюючі. Її не мучить сумління через постійне порушення Кодексу Етики медсестер».

## Розбіжності
У серіалі демонструються різні методи роздачі ліків. Наприклад, головний фармацевт Едді Волцер, йде, коли на його місце встановлюють машину-диспенсер. Такі машини є у багатьох лікарнях, однак фармацевт завжди має бути присутнім для перевірки рецептів. Також у серії «Собаки, що сплять» Джекі підробляє рецепт, змінюючи кількість одиниць оксикодону з одної на десять. Оксикодон відноситься до третьої групи медпрепаратів, і його видача суворо контролюється, тому можна отримати препарат лише раз за тим самим рецептом. Таке повинна знати кожна досвідчена медсестра чи фармацевт.

## Нагороди та номінації
Золотий Глобус
2010 Номінація «Головна роль у комедійному серіалі» (Іді Фалко)
Премія Гільдії Акторів
2010 Номінація «Визначна гра актриси у комедійному серіалі» (Іді Фалко)

## Серіал в Україні
У цей час (2010 рік) серіал в Україні не транслювався жодним телеканалом. Існує тільки любительський багатоголосий закадровий переклад від LPF TV для Інтернет ресурсів.